# Mathieu I. de Marly
Mathieu I. de Marly (deut: Matthias von Marly; † 1203 vor Konstantinopel) war ein französischer Adliger und Kreuzfahrer. Er war ein jüngerer Sohn des Herren Mathieu I. de Montmorency († 1160), Connétable von Frankreich, und der Alix, einer unehelichen Tochter des englischen Königs Heinrich I. Beauclerc. Da er dem Haus Montmorency entstammte, wurde er in den Chroniken einfach Mathieu de Montmorency genannt. Die von ihm begründete Linie Montmorency-Marly bestand bis 1356.
Als jüngerer Sohn erbte Mathieu von seinem Vater die Burg von Attichy, während die Stammburg Montmorency an seinen älteren Bruder Bouchard IV. ging. Nachdem sein zweiter Bruder Thibaut um das Jahr 1177 Mönch in der Abtei Notre-Dame du Val wurde, übernahm Mathieu auch dessen Burg Marly. Mit seinen Brüdern nahm er am dritten Kreuzzug im Gefolge König Philipps II. August teil. Dann kämpfte er für den König gegen Richard Löwenherz, wurde von diesem aber 1198 in der Schlacht bei Gisors gefangen genommen.
Im November 1199 nahm Mathieu das Kreuz zum vierten Kreuzzug, nachdem dies schon der Graf von Champagne und mehrere hohe Ritter nach einer Predigt des Fulko von Neuilly auf dem Turnier von Écry getan hatten. Nach der Eroberung von Zara (1202) war er einer der Befürworter für eine Umleitung des Kreuzzuges nach Konstantinopel, wie aus einem Brief des Grafen Hugo IV. von Saint-Pol zu entnehmen ist. Bei der ersten Belagerung von Konstantinopel (Juli 1203) führte Mathieu eine der Angriffsreihen der Kreuzfahrer an. Kurz nachher, erkrankte er und starb. Er wurde in einer nah gelegenen Kirche der Hospitaliter bestattet. Von Villehardouin wurde er als einer der besten Ritter des Königreichs von Frankreich bezeichnet.
Mathieu I. de Marly war verheiratet mit Mathilde de Garlande († 1224), einer Tochter des Guillaume IV. de Garlande. Ihre Kinder waren:
- Bouchard I. († 1226), Herr von Marly
- Mathieu († 1249 auf dem sechsten Kreuzzug[5]), Herr von Laye
- Guillaume († um 1220), Kanon in Paris
- Marguerite, ⚭ mit Vizegraf Aimery III. von Narbonne († 1239)

Siehe auch Stammliste der Montmorency